# Stanisława Leszczyńska
Stanisława Leszczyńska (Łódź, 8 de maio de 1896 – 11 de março de 1974) foi uma matrona da Polónia mundialmente conhecida como A parteira de Auschwitz por ter estado presa no campo de extermínio de Auschwitz, onde assistiu as prisioneiras no nascimento de aproximadamente 3000 crianças.
Em 1916 Stanisława casou-se com Bronisław Leszczyński, que foi o pai de seus quatro filhos e o seu único casamento. Em 1922 tornou-se parteira após estudar na Universidade de Varsóvia.

## Segunda Guerra Mundial
Depois da Invasão alemã de Polónia em 1939, o domicílio da família Leszczyński ficou dentro do traçado do Gueto de Łódź. Jan e Stanisława ajudaram os judeus com alimentos e documentação falsa, mas a Gestapo descobriu e capturou Stanisława e seus três filhos menores em 18 de fevereiro de 1943.
Jan teve de fugir da cidade com o filho mais velho, nunca mais viu a sua esposa; morreu no Levante de Varsóvia.

## Prisioneira em Auschwitz
Os nazistas separaram Stanisława dos seus filhos.
Quando chegou ao campo as mulheres grávidas eram assassinadas e os seus bebés eram afogados num barril.
Foi entrevistada por Josef Mengele, que lhe ordenou que praticasse a eutanásia aos recém-nascidos, ao qual esta Stanisława respondeu "Não, nem agora nem nunca". Incrivelmente Mengele não assassinou Leszczyńska.
Permaneceu no campo até à sua libertação pelas tropas soviéticas a 26 de janeiro de 1945. Os seus filhos foram prisioneiros na Áustria e também sobreviveram à guerra.

## Homenagens
Em 27 de janeiro de 1970, exatamente 25 anos após a libertação do campo, Stanisława assistiu a uma homenagem pública em Varsóvia, onde se reuniram com as ex-prisioneiras e os nascidos em Auschwitz que Stanisława recebeu, batizou na fé católica e cuidou como pôde.
Atualmente, a avenida principal que conduz à entrada de Auschwitz foi-lhe atribuído o seu nome, assim como a vários hospitais da Europa, entre eles, o da Escola de Obstetrícia de Cracóvia.

## Canonização
Para a Igreja Católica, Stanisława Leszczyńska reúne os critérios necessários para declará-la serva de Deus, aguarda-se seu primeiro milagre para iniciar o processo de canonização. O local onde se encontra sepultada, converteu-se num lugar de peregrinação onde dezenas de pessoas visitam anualmente, prestando a homenagem à mulher que teve uma das humanidades maiores da história.